# Булак (Єсільський район)
Була́к (каз. Бұлақ) — село у складі Єсільського району Північноказахстанської області Казахстану. Адміністративний центр Булацького сільського округу.
Населення — 390 осіб (2021; 577 у 2009, 902 у 1999, 1070 у 1989).
Національний склад станом на 1989 рік:
- казахи — 100 %.